# 新潟県道28号塩沢大和線
新潟県道28号塩沢大和線（にいがたけんどう28ごう しおざわやまとせん）は、新潟県南魚沼市内を通る県道（主要地方道）である。

## 概要

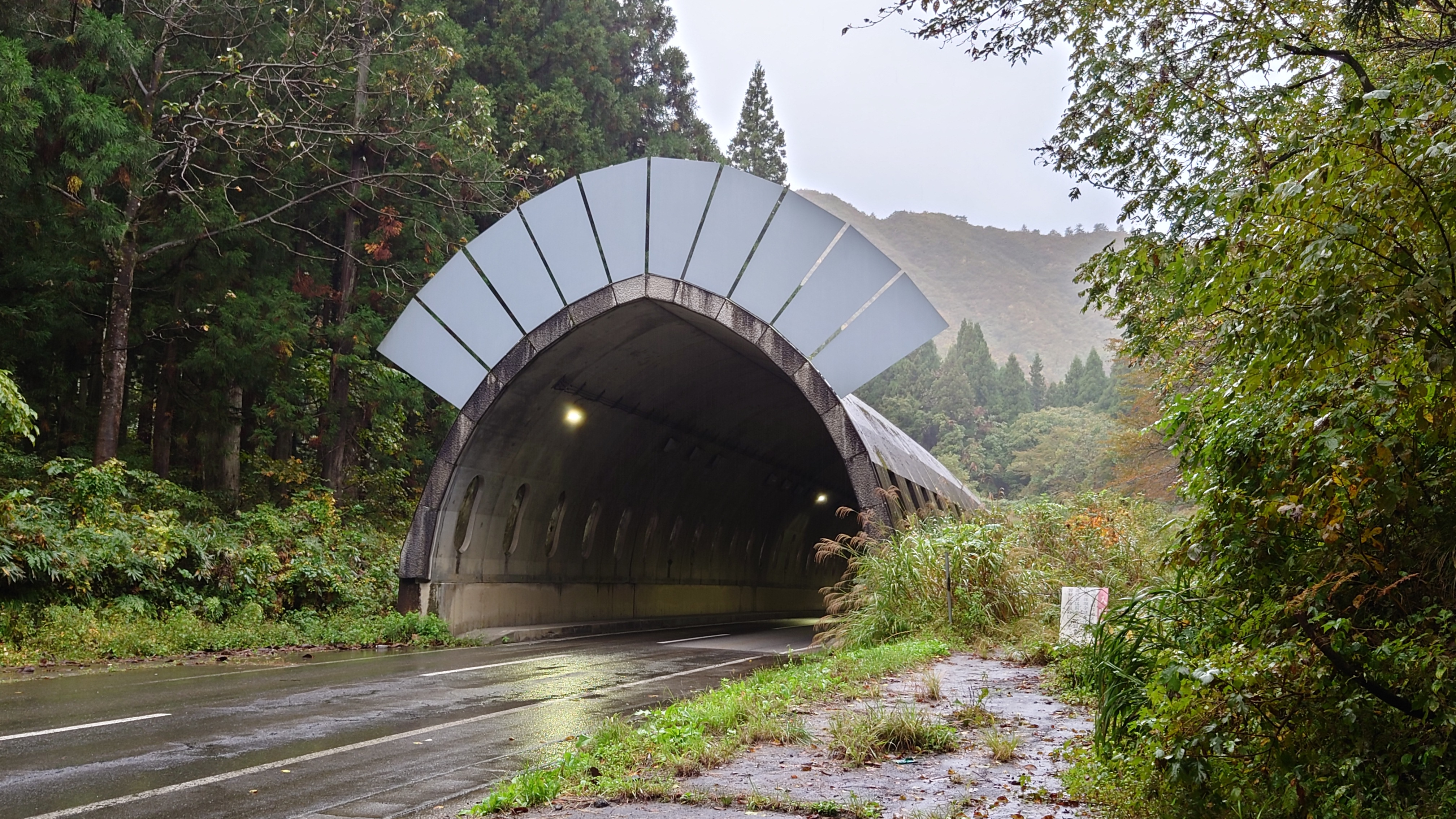
大月トンネル五十沢方坑口

路線名の「塩沢」・「大和」は、起点・終点付近の旧自治体名（新潟県南魚沼郡塩沢町、同郡大和町）に由来する。

### 路線データ
- 起点：新潟県南魚沼市関字東町下（国道353号交点）
- 終点：新潟県南魚沼市浦佐（新潟県道265号下折立浦佐停車場線・新潟県道573号雷土新田浦佐線交点）
- 終点（バイパス）：新潟県南魚沼市浦佐（国道17号交点）
- 実延長：31,767.5 m[1]

## 歴史
- 1993年（平成5年）5月11日 - 建設省から、県道塩沢大和線が塩沢大和線として主要地方道に指定される[2]。

## 路線状況

### バイパス
バイパス（南魚沼市浦佐 - 浦佐駅前交差点）
- 新潟県道28号塩沢大和線（現道）（南魚沼市浦佐、「南魚沼市立大和中学校」南西）
- 国道17号（三国街道）（終点：浦佐駅前交差点）

### 重複区間
- 新潟県道267号石打停車場線（南魚沼市関字東町下（起点） - 石打駅前交差点）
- 国道291号（早川交差点 - 南魚沼市長崎）
- 新潟県道479号岡新堀新田線（南魚沼市田崎 地内）
- 国道291号・新潟県道234号桐沢麓五日町停車場線（麓交差点 - 南魚沼市大崎）

## 地理

### 通過する自治体
- 南魚沼市

### 交差･接続する道路
- 国道353号（起点：南魚沼市関字東町下）
- 新潟県道267号石打停車場線（南魚沼市関字東町下（起点） - 石打駅前交差点）
- 国道17号（三国街道）（関交差点）
- 関越自動車道（塩沢石打IC）
- 新潟県道361号万条新田越後中里停車場線（南魚沼市万条新田字屋敷添）
- 新潟県道76号十日町当間塩沢線（南魚沼市舞子）
- 新潟県道235号沢口塩沢線（大木六交差点）
- 新潟県道132号塩沢停車場八竜新田線（八竜新田交差点）
- 国道291号（早川交差点 - 南魚沼市長崎で重複）
- 新潟県道434号大月六日町線（南魚沼市大月字源ケ下）
- 新潟県道554号蛭窪京岡線（南魚沼市京岡字トノソテ道）
- 新潟県道233号落合六日町線（南魚沼市宮）
- 新潟県道479号岡新堀新田線（南魚沼市田崎地内で重複）
- 新潟県道214号城内焼野線（上原交差点）
- 国道291号・新潟県道234号桐沢麓五日町停車場線（麓交差点 - 南魚沼市大崎で重複）
- 新潟県道266号一村尾大崎線（柳古新田交差点）
- 国道17号（浦佐バイパス[3][4]）（南魚沼市浦佐）
- 新潟県道28号塩沢大和線（バイパス）（南魚沼市浦佐）
- 新潟県道265号下折立浦佐停車場線・新潟県道573号雷土新田浦佐線（終点：天王町交差点）

### 沿線
- JR上越線
  - 石打駅 - … - 五日町駅 - 浦佐駅
- JR上越新幹線
  - 浦佐駅
- 関越自動車道 塩沢石打サービスエリア
- 南魚沼市役所 大和庁舎
- 国際大学
- 新潟県立国際情報高等学校
- 南魚沼市立八海中学校
- 南魚沼市立大和中学校
- 南魚沼市立上関小学校
- 南魚沼市立中之島小学校
- 南魚沼市立第一上田小学校
- 南魚沼市立五十沢小学校
- 南魚沼市立西五十沢小学校
- 南魚沼市立城内小学校
- 南魚沼市立大崎小学校
- 南魚沼市立浦佐小学校
- ゆきぐに信用組合
  - 石打支店
  - 五日町支店
- JAみなみ魚沼
  - 石打支所
  - 中之島支所
  - 上田支所
  - 五十沢（いかざわ）支店
  - 城内支店
  - 大崎支店
  - 浦佐支店
- 石打郵便局
- 越後上田郵便局
- 五十沢郵便局
- 城内郵便局
- 大崎郵便局
- 大和郵便局
- 日本電産コパル精密部品 六日町工場
- テーブルマーク 新潟魚沼工場
- ファミリーマートAコープ 城内店
- キューピット大和
- 奥只見レクリェーション都市公園（浦佐地域）八色の森公園
- 石打丸山スキー場
- 株式会社 小野塚組
- 石打花岡スキー場
- セントレジャー舞子スノーリゾート
- 浦佐スキー場
- 五十沢温泉
- 魚野川
- 登川
- 高千代酒造
- 槻岡寺
- 龍泉院 (南魚沼市)
- 宝林寺 (南魚沼市)